# Пригородное (Днепропетровская область)
Пригородное (укр. Приміське; до 2016 года — Менжинское, укр. Менжинське) — село в Менжинском сельском совете Никопольского района Днепропетровской области Украины.
Код КОАТУУ — 1222983901. Население по переписи 2001 года составляло 1848 человек.
Является административным центром Менжинского сельского совета, в который, кроме того, входят сёла Алексеевка, Старозаводское и ликвидированный посёлок Изобильное.

## Географическое положение
Село Пригородное находится у истоков реки Сухой Чертомлык, примыкает к городу Никополь.

## История
- Село Менжинское основано в 1958 году.
- В 2016 году в рамках проводимой политики декоммунизации получило название Пригородное.

## Экономика
- Никопольский завод ферросплавов.
- ООО «Крылья Таврии».
- КСП «им. К.Маркса».

## Объекты социальной сферы
- Школа.
- Детский сад.
- Клуб.

## Экология
- На расстоянии в 1 км от села расположен Никопольский завод ферросплавов.